# Grad Brežice
Grad Brežice (nemško Rann) je danes najvidnejša stavba v Brežicah, ki jo mesto s pridom koristi. V njej domuje Posavski muzej Brežice s številnimi zbirkami, v viteški dvorani potekajo številne prireditve, v grajski kleti shranjujejo vino Vina Brežice.
Njegovi začetki sežejo v leto 1241, ko so v pisnih virih prvič omenjene Brežice. Grad je bil sprva lesena utrdba (povezan s takratno naselbino Gradišče), kasneje pa se je razvil v obliko, ki jo ima danes. Sam grad je prvič omenjen leta 1249 kot castrum. Grad in naselje (takrat že znano pod imenom Brežice) je pridobilo na pomenu proti koncu 12. stoletja, ko so Brežice postale upravno in gospodarsko središče salzburške posesti v Posavju. Tako sta se v gradu naselili vojska, kovnica denarja in sodišče.

## Zgodovina
Zgodovino brežiškega gradu so preoblikovali številni boji in upori. »Razburljivo« obdobje v grajski zgodovini se je začelo leta 1479, ko je izbruhnila vojna med Habsburžanom, cesarjem Friderikom III., in ogrskim kraljem Matijo Korvinom, ki ga Slovenci poznamo kot kralja Matjaža. Ogri so tu ostali vse do leta 1491. Po njihovem odhodu je to območje z mirovno pogodbo pripadlo Habsburžanom.
V vseslovenskem kmečkem uporu leta 1515 sta zgorela grad in mesto. Ti dogodki so povezani s hrvaškim vitezom Markom iz Klisa. Ko je slovensko ozemlje tega leta zajel krvavi punt, so ga kranjski plemiči poslali po vojaško pomoč k hrvaškemu banu. Marko je spotoma ujel okoli 500 žena in otrok upornih kmetov in jih kot sužnje prodal v hrvaško primorje. V dveh dneh se je pri Brežicah zbralo okoli 900 upornih kmetov, ki so čakali na vračajočega se Marka. Ta se je s svojim vojaškim spremstvom zatekel v brežiški grad, še prej pa požgal mesto Brežice. Ogorčeni kmetje so zavzeli grad in pobili vso gosposko. Grad so nato popravljali vse do leta 1528, ko je ponovno pogorel. To je bil čas, ko so Turki zelo pogosto, celo po večkrat na leto, vpadali na slovensko ozemlje. Zato so v tem času  Habsburžani začeli z vso naglico utrjevati obrambni pas proti Turkom, imenovan Vojna krajina.
Nemški cesar Ferdinand je 22. januarja 1529 odobril za zidavo novega  gradu in utrditev mesta Brežice 3000 goldinarjev. Zidali so ga italijanski stavbeniki. Od leta 1530 do 1551 so podrli in odstranili ruševine starega gradu ter sezidali novega s štirimi obrambnimi stolpi in dvema obrambnima obzidjema. V gradu vzidana napisna plošča z grbom pripoveduje, da je gospod Franc Gall von Gallenstein, že davno prej začeto gradnjo na obmejnem ozemlju končal leta 1590. Po arhivskih podatkih ločimo pri gradnji brežiškega gradu tri faze. Od leta 1530 in 1550 je nastala obodna utrdba s štirimi vogalnimi stolpi in veznimi zidovi, med 1567 in 1579 vzhodni in zahodni grajski trakt ter končno med 1586 in 1590 oziroma 1601 severni grajski trakt in arkadni hodnik.
Sredi 17. stoletja je grad prišel iz posesti Gallensteinov v roke Frankopanov. Po smrti Julijane Frankopan so ga njeni dediči leta 1694 prodali grofu Ignacu Mariji Attemsu. Ta je dal urediti reprezentančne prostore, ki jih vidimo še danes. Slavnostno viteško dvorano je dal poslikati s freskami, ki na stenah prikazujejo razvoj arhitekture od antike do renesanse, na stropu pa občudujemo prizore iz grško-rimske mitologije. Stopnišče je med letoma 1715 in 1732 poslikal štajerski baročni slikar Franc Ignac Flurer. V posesti Attemsov je grad ostal vse do leta 1945. Potres, ki je 29. januarja 1917 opustošil območje Brežic, je poškodoval tudi grad. V času vojne vihre je bil grad zopet uporabljen za vojne namene, saj je bila prekrasna viteška dvorana spremenjena v vojaško bolnišnico.
- Severna stena viteške dvorane
- Freska nad stopniščem v viteški dvorani
- stopnišče
- Freske grajske kapele
- Grajsko dvorišče

## Današnja uporaba gradu
Leta 1949 je v gradu dobil prostore Posavski muzej Brežice. Za začetek muzejske zbirke je zaslužen njegov prvi direktor Franjo Stiplovšek, prinesel pa jo je s seboj iz Krškega (Aumannova zbirka), kasneje pa so jo dopolnjevali in razdelili v arheološko, narodopisno, zgodovinsko. Imajo tudi galerijo oljnih slik domačih in tujih mojstrov ter spominsko zbirko Franja Stiplovška.
V kletnih prostorih Gradu Brežice podjetje Vino Brežice že od leta 1946 vzdržuje in skrbno neguje svoja najžlahtnejša in najdragocenejša vina. Žal je le klet pod zahodnim traktom brežiškega gradu povsem opremljena za vinarsko dejavnost, ki je bila prenovljena v letu 2003.  Grajska klet, vklesana v živo skalo ter pozidana s kamnom in opeko, je edina tovrstna klet v Sloveniji, ki dostopna za javne oglede ter poizkušnjo arhivskih vin podjetja Vina Brežice.
Grad ima danes pritličje in prvo nadstropje (v njem se nahaja viteška dvorana). Ni pa več prisotnega dvižnega mostu (nanj spominjajo le še verige) in pa obrambnega jarka, saj se je tok Save sčasoma spremenil. Danes se v gradu odvijajo številne prireditve, kot so koncerti Festivala Brežice, prav tako pa grad služi kot kraj za poroke.
Manj splošno znana je uporaba gradu, predvsem slikovite viteške dvorane, kot lokacije več tujih filmov. Med njimi so najbolj znani Božji oklep (1986) Jackieja Chana, eno od televizijskih nadaljevanj filma Ducat umazancev (The Dirty Dozen: The Deadly Mission, 1987) ter Rozenkranc in Gildenstern sta mrtva (1990).